# Warmteschaats
De warmteschaats is een schaatstype waarbij het ijzer verwarmd wordt om zodoende een lagere glijweerdstand te bereiken. Marathonschaatser Jan Maarten Heideman was bekend met het principe dat schaatsijzers een lagere glijweerstsand hebben wanneer hun temperatuur hoger is. Daarom ontwikkelde hij samen met Gerd Ruitenberg een schaats waarvan het ijzer tijdens de wedstrijd wordt verwarmd door een elektrisch element. Uit de testen bleek dat dit type ijzer inderdaad een voordeel gaf voor de schaatser, maar het ijzer werd echter niet goedgekeurd voor wedstrijden. Hierdoor is verdere ontwikkeling aan dit type schaats stilgezet.